# Sotades z Maronei
Sotades z Maronei (stgr. Σωτάδης, III wiek p.n.e.) – grecki poeta, autor sprośnych i satyrycznych utworów. Krytykował również władców, na których dworach przebywał, czyli Seleukosa II i Ptolemeusza II. W rezultacie drugi z nich uwięził, a następnie, po nieudanej próbie ucieczki, kazał utopić poetę w ołowianej skrzyni.
Z poezji Sotadesa zachowało się tylko kilka fragmentów; tradycyjnie uważa się go również za wynalazcę palindromu oraz miary wierszowej zwanej od jego imienia sotadejem.